# Alberto Moreno Trujillo
Alberto Moreno Trujillo (Ingenio (Gran Canaria), 30 de junio de 1996) es un baloncestista español que juega como base para el Coto Córdoba CB de la Segunda FEB. Mide 1,90 metros.

## Trayectoria deportiva
Nacido en Ingenio (Gran Canaria) es un jugador formado en las categorías inferiores de Real Madrid, antes de marcharse al AD Torrelodones.
En la temporada 2011-12, con apenas 15 años debutó con el AD Torrelodones de Liga EBA y sería seleccionado para el Jordan Classic International Tour.
En 2012, se marcha a Estados Unidos donde se formaría en la Florida Air Academy primero y más tarde, en la Liberty Christian Preparatory School, situada en Tavares, Florida.
En la temporada 2016-17, ingresa en la Universidad de Tampa ubicada en Tampa, Florida, donde jugaría durante tres temporadas la NCAA Division II con los Tampa Spartans.
En la temporada 2019-20, ingresa en la Texas A&M University–Commerce, situada en Commerce, Texas, donde jugaría una temporada la NCAA División II con los Texas A&M Commerce Lions.
En la temporada 2020-21, regresa a España y firma por el Club Baloncesto Gran Canaria II de la Liga LEB Plata, en el que jugaría durante dos temporadas, promediando 20 minutos de juego por partido, 8 puntos, con un 39% de acierto en tiros de 2, casi un 30% en triples y 2,9 rebotes.
El 29 de julio de 2022, firma por el Club Polideportivo La Roda para disputar la Liga LEB Plata.
El 4 de julio de 2023, firma por el CB Clavijo de la Liga LEB Plata.
Tras causar baja en enero de 2025, firma hasta final de temporada con el Coto Córdoba CB de la Segunda FEB.

### Selección nacional
Fue internacional en las categorías inferiores de la selección española.